# Архиепархия Турина
Архиепархия Турина (лат. Archidioecesis Taurinensis, итал. Arcidiocesi di Torino) архиепархия-митрополия Римско-католической церкви, входящая в церковную область Пьемонт. В настоящее время архиепархией управляет архиепископ-митрополит кардинал Роберто Реполе. Вспомогательный епископ — Гвидо Фьяндино. Почетный архиепископ — Чезаре Нозилья.
Клир епархии включает 1 137 священников (561 епархиальных и 576 монашествующих священников), 131 диакон, 913 монахов, 3 603 монахини.
Адрес епархии: Via Arcivescovado 12, 10121 Torino, Italia Телефон: 011 515 62 11. Факс: 011 515 62 09.

## Территория
В юрисдикцию епархии входят 359 приходов в коммуннах Пьемонта: в провинциях Турин (137 коммун), Кунео (15 коммун) и Асти (6 коммун).
Приходы объединены в 26 деканатов, которые сгруппированы в 4 пастырские зоны.
Кафедра архиепископа-митрополита находится в городе Турин в церкви Святого Иоанна Крестителя.
В состав митрополии (церковной провинции) Турина входят:
- Архиепархия Турина;
  - Епархия Акви;
  - Епархия Альбы Помпеи;
  - Епархия Аосты;
  - Епархия Асти;
  - Епархия Ивреи;
  - Епархия Кунео;
  - Епархия Мондови;
  - Епархия Пинероло;
  - Епархия Салуццо;
  - Епархия Сузы;
  - Епархия Фоссано.

## История
О появлении общин христиан в Турине известно немногое. Известны имена святых Аввентора, Оттавия и Солютора, мучеников III века в Турине. Христианские общины на северо-западе Италии были организованы в епархии, возглавляемые епископами во времена императора Константина в первой трети IV века. Первым епископом Турина был святой Максим, скончавшийся между 408 и 423 годами.
Следующим епископом Турина был также архиерей по имени Максим, управлявший епархией между 451 и 465 годами. Первоначально территория епархии Турина простиралась до долин Морьен, Суза и Ланцо. Около VII века епархия вошла под юрисдикцию архиепархии Вьенна и 774 году была объединена с епархией Сен-Жан-де-Морьен. В 1033 году епархия Турина была восстановлена с границей до долин Суза и Ланцо.
В Средневековье епископа избирал соборный капитул, но с XIV века Святой Престол стал активно вмешиваться в этот процесс. В 1300 году Папа Бонифаций VIII отменил поставление епископом Томмазо II ди Савойя, избранного капитулом, и поставил на кафедру Турина Теодозио Ревелли. В 1411 году право избрания епископа канониками было упразднено, и Папа Иоанн XXII назначил Аймоне да Романьяно, без одобрения капитула.
6 июня 1453 года в епархии, как о том повествуют хроники, произошло известное чудо Тела Христова, которое послужило причиной для возведения базилики, освященной в честь этого чуда.
До 21 мая 1515 года епархия входила в церковную область Милана, пока Папа Лев X буллой Cum illius не возвел её в ранг архиепархии-митрополии, в тот же день другой буллой Hodie ex certis ввел в церковную область Турина епископства-суффраганства Мондови и Ивреи.
В 1578 году древняя святыня, Плащаница, была перенесена из Шамбери в Турин.
В XVIII веке кафедру Турина занимали два выдающихся архиерея, архиепископы Франческо Лузема Роренго ди Рора и Витторио Мария Бальдассаре Гаэтано д’Aриньянo. В этом веке в митрополию вошли епархии Пинероло (в 1748) и Сузы (в 1772).
В XIX веке архиепархии Турина подвизались многочисленные святые и блаженные: Иосиф Бенедикт Коттоленго, Иоанн Боско, Леонард Муриальдо, Иосиф Кафассо, Мария Доменика Мадзарелло, Доминик Савио, Франциск Фаа ди Бруно, Иосиф Алламано и Петр Георгий Фрассати.
В 1947 году архиепархия уступила часть своей территории епархиям Гап и Сен-Жан-де-Морьен.

## Ординарии архиепархии
| - Святой Максим I (390—420); - Максим II (451—465); - Виктор (494—501); - Тигридий (501—505); - Руф (560—572); - Урсиций (572 — 20.10.609); - Рустик (679—691); - Регимир (780—799); - Андрей (799—818); - Клавдий I (818—827); - Sede vacante (827—832); - Витгарий (832—840); - Вильгельм I (840—873); - Клавдий II (873—887); - Ланций (887—898); - Амуло (898—901); - Эгинольф (901—906); - Вильгельм II (906—928); - Рикольф (928); - Амальрико (928—960); - Авнунций (960—966); - Амицоне (966—1000); - Джецоне (1000—1011); - Бонифачо (1011); - Ландольфо (1011—1037); - Пьетро (1029—1037) — анти-епископ; - Гвидоне (1038—1046); - Реджимиро (1046); - Куниберто (1046—1080); - Оджеро (1080—1087); - Умберто (1087—1089); - Гульельмо III (или Вительмо) (15.03.1089 — 1092); - Гвиберто I (1092—1099); - Майнардо (1099 — 10.12.1116); - Гвиберто II (или Умберто) (1118—1120); - Бозоне (1120—1128); - Арберто (1128—1142); - Оберто (1142 — 05.06.1148); - Карло I (1148—1162); - Гульельмо IV (1162—1164); - Карло II (1164—1170); - Милоне да Кардано] (1170—1187) — назначен архиепископом Милана; - Ардуино (1187—1203); - Якопо Раттери (1206—1217) — анти-епископ; - Джакомо I ди Каризио (1206—1226); - Айнардо (1226) — анти-епископ; - Джакомо II (21.11.1226 — 1230); - Угуччоне Каквалоро (1230—1243); - Джованни Арборио (1243—1264) — избранный епископ; - Гоффредо Монтанари (21.02.1264 — 1300); | - Теодозио Ревелли (06.11.1300 — 1319); - Гвидо Канале (16.05.1320 — 1348); - Томмазо II ди Савойя (1348—1362); - Бартоломео (1362—1364); - Джованни да Ривальта (16.01.1364 — 1411); - Аймоне да Раманьяно (15.07.1411 — 1438); - Людовико да Романьяно (18.10.1438 — 1468); - Джованни Компезио (21.11.1469 — 24.07.1482) — назначен архиепископом Тарантасии; - кардинал Доменико делла Ровере (24.07.1482 — 1497); - Джованни Людовико делла Ровере (1497—1510); - Джованни Франческо делла Ровере (23.05.1512 — 1516); - кардинал Инноченцо Чибо (28.10.1516 — 11.05.1517) — апостольский администратор, назначен архиепископом Марселя; - Клод де Сейссель (11.05.1517 — 01.06.1520); - кардинал Инноченцо Чибо (1520—1548) — апостольский администратор (вторично); - Чезаре Чибо (20.06.1548 — 26.12.1562); - кардинал Иннико д'Авалос д'Арагона (03.01.1563 — 1564) — член Ордена Сантьяго, апостольский администратор; - кардинал Джероламо делла Ровере (12.05.1564 — 26.01.1592); - Карло Бролья (1592 — 06.12.1617); - Филиберто Милльет (22.10.1619 — 1625); - Джованни Баттиста Ферреро (06.09.1626 — 12.07.1627) — доминиканец; - Sede vacante (1627—1632); - Антонио Прована (07.01.1632 — 25.07.1640); - Джулио Чезаре Барбера (Берджера) (1643—1660); - Микеле Беджьямо (21.08.1662 — 1689); - Микеле Антонио Вибо (21.11.1690 — 12.02.1713); - Sede vacante (1713—1727); - Джан Франческо Арборио ди Гаттинара (21.07.1727 — 14.10.1743) — барнабит; - кардинал Джамбаттиста Роэро ди Пралормо (03.02.1744 — 09.10.1766); - Франческо Лузема Роренго ди Рора (14.03.1768 — 04.03.1778); - кардинал Витторио Мария Бальдассаре Гаэтано Коста д’Ариньяно (28.09.1778 — 16.05.1796); - Карло Луиджи Буронцо дель Синьоре (24.07.1797 — 1805); - Джачинто Делла Торре (01.02.1805 — 08.04.1814) — августинец-еремит; - Колумбано Джованни Баттиста Карло Гаспаре Кьяверотти (21.12.1818 — 06.08.1831) — камальдул; - Луиджи Франзони (24.02.1832 — 26.03.1862); - Sede vacante (1862—1867); - Алессандро Риккарди ди Нетро (22.02.1867 — 16.10.1870); - Лоренцо Гастальди (27.10.1871 — 25.03.1883); - кардинал Гаэтано Алимонда (09.08.1883 — 30.05.1891); - Давиде Риккарди (14.12.1891 — 20.05.1897); - кардинал Агостино Рикельми (18.09.1897 — 10.08.1923); - кардинал Джузеппе Гамба (20.12.1923 — 26.12.1929); - кардинал Маурильо Фоссати (11.12.1930 — 30.03.1965); - кардинал Микеле Пеллегрино (18.09.1965 — 27.07.1977); - кардинал Анастазио Альберто Баллестреро (01.08.1977 — 31.01.1989) — босой кармелит; - кардинал Джованни Сальдарини (31.01.1989 — 19.06.1999); - кардинал Северино Полетто (19.06.1999 — 11.10.2010); - Чезаре Нозилья (11.10.2010 — 19.02.2022); - кардинал Роберто Реполе (19.02.2022 — по настоящее время). |  |

## Статистика
На конец 2010 года из 2 115 000 человек, проживающих на территории епархии, католиками являлись 2 020 313 человек, что соответствует 95,5 % от общего числа населения епархии.
| год  | население | население | население | священники | священники        | священники         | священники                           | постоянные диаконы | монахи  | монахи  | приходы |
| год  | католики  | всего     | %         | всего      | белое духовенство | черное духовенство | число католиков на одного священника | постоянные диаконы | мужчины | женщины | приходы |
| ---- | --------- | --------- | --------- | ---------- | ----------------- | ------------------ | ------------------------------------ | ------------------ | ------- | ------- | ------- |
| 1950 | 1.088.000 | 1.100.000 | 98,9      | 1.885      | 1.085             | 800                | 577                                  |                    | 2.000   | 8.000   | 332     |
| 1969 | 1.809.000 | 1.852.475 | 97,7      | 1.667      | 931               | 736                | 1.085                                |                    | 1.294   | 6.000   | 373     |
| 1980 | 2.006.000 | 2.119.000 | 94,7      | 1.908      | 912               | 996                | 1.051                                | 24                 | 1.729   | 5.800   | 397     |
| 1990 | 2.019.000 | 2.080.000 | 97,1      | 1.702      | 762               | 940                | 1.186                                | 85                 | 1.480   | 5.535   | 355     |
| 1999 | 2.000.000 | 2.143.843 | 93,3      | 1.519      | 679               | 840                | 1.316                                | 116                | 1.368   | 4.207   | 357     |
| 2000 | 2.065.443 | 2.143.843 | 96,3      | 1.518      | 678               | 840                | 1.360                                | 118                | 1.351   | 4.125   | 357     |
| 2001 | 2.065.443 | 2.143.843 | 96,3      | 1.483      | 673               | 810                | 1.392                                | 119                | 1.289   | 4.023   | 357     |
| 2002 | 2.065.443 | 2.143.843 | 96,3      | 1.451      | 675               | 776                | 1.423                                | 122                | 1.265   | 3.949   | 357     |
| 2003 | 2.065.443 | 2.143.843 | 96,3      | 1.380      | 656               | 724                | 1.496                                | 125                | 1.206   | 3.927   | 357     |
| 2004 | 2.065.443 | 2.143.843 | 96,3      | 1.358      | 644               | 714                | 1.520                                | 128                | 1.183   | 3.915   | 359     |
| 2010 | 2.020.313 | 2.115.000 | 95,5      | 1.137      | 561               | 576                | 1.776                                | 131                | 913     | 3.603   | 359     |